# Kungariket Navarra

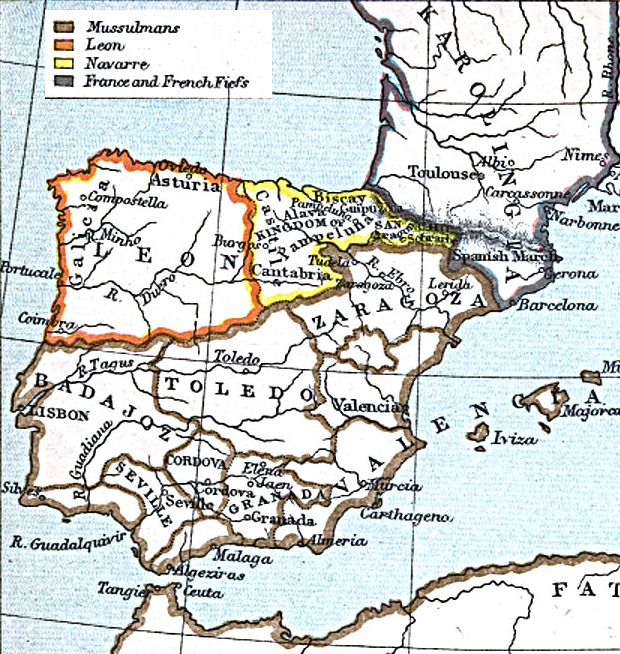
Kungariket Navarra (i gult), runt 1030.

Kungariket Navarra (spanska: Reino de Navarra, baskiska: Nafarroako Erresuma, franska: Royaume de Navarre, från början Kungariket Pamplona) var en tidigare stat, belägen i nordöstra delen av den Iberiska halvön ungefär där den nuvarande spanska provinsen Navarra ligger idag. Kungadömet uppstod när den baskiska lokala ledaren Íñigo Arista blev kung vid 824, för att sedan leda en revolt mot Frankerna. Aristas tronföljd dog dock ut i början av 900-talet. Huvudstaden var Pamplona.
Kungadömet hade sin storhetstid under kung Sancho III av Navarra, för att sedan börja falla sönder under 1500-talet. Den södra delen tog Kungariket Aragonien över 1512. Den norra, och sista självständiga delen av kungariket uppgick i Frankrike 1620.